# Pupa
《pupa》（日语：ピューパ）是茂木清香的日本漫画作品。於《Comic Earth Star》2011年4月号開始連載，2014年1月號已連載完畢。榮獲第一屆EARTH STAR COMIC大獎漫畫部門的佳作獎。2014年2月12日由泰文堂发售最后一卷。2013年3月發表電視動畫化消息，电视动画将由Studio Deen制作，已於2014年1月播出，3月27日完结。2014年3月28日发售无修正版的Blu-ray和DVD。3月12日发售ED「誰より好きなのに」。

## 簡介
故事讲述从人变成了吃人怪物的妹妹长谷川梦，以及具备惊异的回復能力的哥哥長谷川現，因此便用自己的肉体给妹妹喂食的哥哥长谷川现两人之间的故事。漫画有时会将妹妹描写成庞大异形，有时则会描写在脑补之下，哥哥被普通少女喂食的样子。

## 人物
长谷川现（聲：岛崎信长、伊瀨茉莉也（幼年））
从小在家暴的环境中长大，后来父母离婚，一直和妹妹相依为命。在妹妹感染pupa病毒后不离不弃，自身也同样感染病毒，但并没有羽化成怪物状态，只是肉体具备了惊异的恢复能力，而且受伤后不会留下疤痕，因此便用自己的肉体给妹妹喂食。一旦妹妹受到危险的伤害，攻击力和敏捷度大大提升。外边看上去是个无害少年，实则遗传了其父的暴力基因，曾丧失心智攻击过妹妹，恢复意识后十分后悔。目前与怪物化的梦居住在无人岛上。貌似人缘很不错。
长谷川梦（聲：木戶衣吹）
相貌可爱，在家暴的环境下和哥哥相依为命，一直在哥哥的保护下成长着，希望有一天能保护哥哥。在一次偶然下，感染了pupa病毒，而导致变成了不吃人就活不下去的怪物，知道后很受打击，但因为哥哥的保护而渐渐恢复。现在与哥哥住在无人岛上（保持怪物化，并失去了除哥哥外所有的记忆），之后由哥哥认同即使是吃人的怪物并且失去记忆，也依然是独一无二的妹妹，恢复所有记忆并变回人形。
真实身份是pupa病毒正体之一。在一座岛屿上，为了生存下去不断拟态成其他生物，而在进化到一定地步后与优结伴成为了“蛹”，在沉睡时被玛利亚（伊万里爱）发现，进行了实验，并被提取细胞培养了pupa病毒。
在一次试验中逃出，并且为了生存而潜入刚生育出现的长谷川幸子体内，并在一年后以人类婴儿的状态下被生育，原本是沒有感情的pupa，但在哥哥一直以來溫暖的保護下學會了人類的感情，於是暫時放棄了曾經是pupa的記憶和能力，作為一個可愛的妹妹活到了16歲。之所以取名为“梦”是因为，长谷川夫人生出她后，大受打击，不清楚经历的事是否是真实的，只希望是梦境，逃避现实，因此取名为梦。
鬼道四郎（聲：遊佐浩二）
长谷川兄妹的父亲。在兄妹幼年时期经常虐待妻子和孩子，导致妻子与其离婚。战斗力超群，可以轻轻松松地徒手单挑4个不良少年（详见漫画），现的同学评价他：「超恐怖，无论如何都不要扯上关系的人」。不过还是很有责任心的，在长谷川夫人怀孕时没有让她打胎，反而与她结婚，知道梦不是自己的亲生女儿（误以为是妻子和别人的野种）也没有做什么伤害她的反应，反而在长谷川兄妹失踪时还去寻找（为此用硫酸杀了人），现为不明组织的头目。因为小时候被伊万里收养并虐待，所以不知道怎么爱人，但其实非常爱与自己一样的儿子现。
小时候被那座岛的主人(伊萬里幻十郎)收养，島的主人也是一名畫家。四郎背後有著一條條被畫家鞭打而深紅的傷痕，因此被畫家取名為「蚯蚓」，變態的畫家認為其非常漂亮，並且教導他那就是「愛」，然后有天画师死了，少年获得自由，但是还是有严重的虐待情感，越喜欢的人越喜欢听到他们的惨叫。
玛利亚（聲：鸣海杏子）
原名“伊万里 爱”。
身份不明的可疑腹黑女，和pupa病毒有着极大的关系，现在用两兄妹做着实验。幼年的玛利亚在pupa病毒正体（优和梦）沉睡时发现了他们并进行了实验。
优（ゆう）
pupa病毒正体之一，与梦结伴成为了“蛹”，在沉睡时被玛利亚（伊万里爱）发现，进行了实验。
可以将身体的所有细胞都转化为“赤蝶”（赤蝶所看到的情报都能传给自己），知道梦的真实身份，但是未曾点醒梦，相对的告诉了现部分真相並且让现看了自己身为“蛹”被实验时的记忆。
长谷川幸子（聲：能登麻美子）
长谷川兄妹的母亲。目前住院中。

## 出版書籍
| 卷數 | 地球之星娛樂   | 地球之星娛樂           |
| 卷數 | 發售日期       | ISBN                   |
| ---- | -------------- | ---------------------- |
| 1    | 2011年11月11日 | ISBN 978-4-8030-0289-8 |
| 2    | 2012年6月12日  | ISBN 978-4-8030-0342-0 |
| 3    | 2013年1月12日  | ISBN 978-4-8030-0415-1 |
| 4    | 2013年9月12日  | ISBN 978-4-8030-0502-8 |
| 5    | 2014年2月12日  | ISBN 978-4-8030-0535-6 |

| 集數 | 秋田書店       | 秋田書店               |
| 集數 | 發售日期       | ISBN                   |
| ---- | -------------- | ---------------------- |
| 1    | 2015年9月10日  | ISBN 978-4-25-314091-1 |
| 2    | 2015年10月20日 | ISBN 978-4-25-314092-8 |
| 3    | 2015年11月20日 | ISBN 978-4-25-314093-5 |

## 電視動畫
每集約3分鐘短動畫，於2014年1月9日播出。

### 製作人員
- 原作：茂木清香｢Pupa｣（『Comic Earth Star』连载）
- 企劃：幕内和博
- 製作：「Pupa製作委員會」
- 總作畫監督：望月智充[13]
- 人物設計：
- 美術監督：湖山真奈美
- 色彩設計：桂木今里
- 攝影監督：下崎昭
- 編輯：松村正宏
- 音樂：小西香葉、近藤由纪夫（MOKA☆）
- 音樂監督：望月智充
- 製作人：浦崎宣光
- 動畫製作：Studio Deen
- 動畫：後藤裕、岩浪敦、新宿五郎、菅野千爱、菅原裕幸、坂下史織 、丹尼動畫、ECHO
- 後期製作：丹尼動畫、ECHO
- 攝影：川口正幸、浜尾繁光、荒井遥美、米澤寿、越山麻彦、小松紀恵、衛藤英毅、上原將一
- 特殊效果：斋藤犬史
- 動畫檢查：杉田柊
- 音響效果：出雲范子
- 錄音調整：清水幸司
- 錄音助手：名塚真人
- 音響工作室：P’s STUDIO azabudai A/R ONE
- 工作室製作：安野文左衣
- 音響製作：Daks Production
- 音響製作擔當：大室正勝
- 宣傳：小林巴宇良、森佐奈惠
- 製作擔當：斎藤隆行
- 設定制作：山田忠慶
- 製作進行：太田奈绪

### 主题曲
主題歌「pupa」
作詞、作曲、編曲：小西香葉、近藤由紀夫（MOKA☆） / 歌 - every♥ing!
片尾曲「誰より好きなのに」
作詞、作曲：古内東子，編曲：，主唱：（黒澤ゆりか、若狭みなと、臼井晴菜）

### 各話列表
| 話數   | 日文標題 | 中文標題 | 作畫監督   |
| ------ | -------- | -------- | ---------- |
| 第1話  |          | 羽化     | 西尾智惠   |
| 第2話  |          | 噬螫     | 西尾智惠   |
| 第3话  |          | 斑猫     | 石川洋一   |
| 第4話  |          | 蠢動     | 石川洋一   |
| 第5話  |          | 蝌蚪     | 木村友美   |
| 第6話  |          | 蠶食     | 西尾智惠   |
| 第7话  |          | 孵卵     | 阿部千秋   |
| 第8话  |          | 裸蟲     | 西尾智惠   |
| 第9话  |          | 展翅     | 石川洋一   |
| 第10话 |          | 蠱毒     | 出野喜则   |
| 第11话 |          | 蛹化     | 石川洋一   |
| 第12话 |          | 幼生     | 後藤真砂子 |

### 播放电视台
日本深夜動畫：下文記載的日本国内播放時間使用日本標準時間（UTC+9）表示。因為部分時間标识會採用30小时制，因此請留意这类超过24:00的时间，其實際播放時間為翌日清晨。
| 播放地区 | 播放电视台             | 播放日期                | 播放时间             | 所属局                | 备注 |
| -------- | ---------------------- | ----------------------- | -------------------- | --------------------- | ---- |
| 兵库县   | SUN电视台              | 2014年1月9日 - 3月27日  | 星期四 26:30 - 26:34 | 全国独立UHF放送协议会 |      |
| 東京都   | TOKYO MX               | 2014年1月9日 - 3月27日  | 星期四 27:00 - 27:05 | 全国独立UHF放送协议会 |      |
| 日本全国 | NTT docomo Anime Store | 2014年1月10日 - 3月28日 | 星期五 12:00 更新    | 网络电视              |      |
| 日本全国 | Niconico频道           | 2014年1月10日 - 3月28日 | 星期五 13:00 更新    | 网络电视              |      |

### Blu-ray / DVD
| 卷 | 发售日        | 收录话數       | 規格編號 |
| -- | ------------- | -------------- | -------- |
| 1  | 2014年3月28日 | 第1話 - 第12話 | EAAB012  |

发售前、前三话完整无修正版收录在2014年2月12日发行的『月刊Comic Earth Star』2014年3月号的特典DVD之中。

## 外部連結
- 原作漫畫官網（日語）
- 電視動畫官網（页面存档备份，存于）（日語）
- 原作漫画第一卷官方阅读（日語）